# When You Were Young
«When You Were Young» (en español: «cuando eras joven») es una canción de la banda estadounidense de rock The Killers, la cual fue escrita por los integrantes de la misma: Brandon Flowers, Mark Stoermer, Dave Keuning y Ronnie Vannucci y fue coproducida junto a Flood y Alan Moulder para su segundo álbum de estudio llamado Sam's Town del 2006. La canción fue lanzada como primer sencillo del álbum en septiembre de 2006 y obtuvo un rotundo éxito en las listas de popularidad de varios países, especialmente en Reino Unido donde alcanzó el número 2. También ha aparecido en videojuegos como Guitar Hero III: Legends of Rock.

## Información general
"When You Were Young" fue lanzada como primer sencillo para promocionar el álbum, la canción se convirtió en uno de los más exitosos sencillos de la agrupación al alcanzar la posición 14 en el Billboard Hot 100 de Estados Unidos, éxito solo superado por "Mr. Brightside" que alcanzó la posición 10 en el 2004, asimismo alcanzó la posición número 1 en la lista Modern Rock Tracks (canciones de rock moderno) de dicho país. También se convirtió en el más exitoso sencillo de la banda hasta ese entonces al alcanzar las posiciones 2 y 10 en Reino Unido y Australia respectivamente.
La canción contiene un estilo musical más roquero y más cercano al rock estadounidense, como el resto del álbum que fue supuestamente influenciado en gran medida por el músico Bruce Springsteen. La canción fue nominada como "mejor canción rock" en los Premios Grammy de 2007; y el video musical del sencillo dirigido por Anthony Mandler, recibió la nominación en la categoría de "mejor video musical de corta duración" en dichas premiaciones. El sencillo fue colocado en la posición 69 en la lista de "las canciones más vendidas del 2006" de la tienda digital iTunes.
La canción ha sido interpretada también por Coldplay en vivo, y también por U2 en vivo, asimismo por la cantante finlandesa Astrid Swan y la agrupación Taking Back Sunday.
La canción ha aparecido en varios videojuegos tales como Guitar Hero III: Legends of Rock en la sección de "Making The Video" y en la forma de Multijugador (Co-op) en la sección de "Getting a Band Together", SingStar Amped, y Rock Band, además apareció en la tercera sección del programa "Victoria's Secret Fashion Show" de 2006.

## Video musical
El vídeo musical para el sencillo fue dirigido por Anthony Mandler y fue filmado en el poblado de Tlayacapan, México. El clip comienza con una joven mexicana de unos 20 años en la cima de una colina. Sobre la colina hay una cruz de madera blanca en un paisaje semidesertico, de fondo tiene el pueblito antes mencionado, más tarde aparece su supuesto esposo, quien la busca desesperadeamente para finalmente encontrarla. Después se ven escenas de lo que pasó antes, explicando que la joven fue traicionada por su esposo, ella lo encontró en la cama con otra mujer. Siguen una serie de escenas de cuando se conocieron y el día de su boda. El video finaliza con la joven entrando por primera vez en una cantina donde conoce a su esposo, y donde tocan The Killers (O "Los Dientes del Perro" haciendo referencia a la inscripción en la batería del grupo). El video fue nominado en la categoría de "mejor vídeo musical de corta duración" de los Grammy de 2007.

## Posicionamiento en listas y certificaciones
| Listas de popularidad 2006 |                                  |          |
| País                       | Lista                            | Posición |
| Australia                  | ARIA Top 50 Singles Chart        | 10       |
| Bélgica                    | Ultratop Top 50 Vlaaderen        | 43       |
| Estados Unidos             | The Billboard Hot 100            | 14       |
| Estados Unidos             | Billboard Hot Modern Rock Tracks | 1        |
| Estados Unidos             | Billboard Hot Dance Airplay      | 4        |
| Estados Unidos             | Billboard Hot Dance Club Play    | 5        |
| Estados Unidos             | Billboard Hot Dance Songs        | 9        |
| Estados Unidos             | Billboard Pop 100                | 18       |
| Noruega                    | VG-Lista Top 20 Singles          | 20       |
| Nueva Zelanda              | Top 40 Singles Chart             | 10       |
| Países Bajos               | Dutch Charts Top 100             | 71       |
| Suecia                     | Sverige Topplistan 20            | [ 11 ]   |
| Suiza                      | Hitparade Singles Top 100        | 56       |

| País           | Organismo certificador | Certificación     | Ventas    |
| -------------- | ---------------------- | ----------------- | --------- |
| Brasil         | ABPD                   | Disco de Diamante | 500 000   |
| Estados Unidos | RIAA                   | Disco de Platino  | 1 000 000 |

## Formatos
A continuación se enlistan algunos de los formatos más comunes publicados del sencillo:
- Estados Unidos CD Single Promocional: Island/Código:ISLR16591-2

1. «When You Were Young» (radio versión) - 3:39

- Reino Unido CD Single: Vertigo/Código:170 765-8

1. «When You Were Young» - 3:39
2. «All the Pretty Faces» - 4:44

- Europa CD Single: Island/Código:0 602517 07658 7

1. «When You Were Young» - 3:39
2. «All The Pretty Faces» - 4:44
3. «When You Were Young» (video)

- Estados Unidos CD Single: Island/Código:ISLR 16633-2

1. «When You Were Young» (Jacques Lu Cont's Thin White Duke Radio Edit) - 3:58
2. «When You Were Young» (The Lindbergh Palace Radio Edit) - 4:31
3. «When You Were Young» (Jacques Lu Cont's Thin White Duke Mix) - 6:23
4. «When You Were Young» (The Lindbergh Palace Remix) - 6:59
5. «When You Were Young» (Jacques Lu Cont's Thin White Duke Dub) - 6:23
6. «When You Were Young» (The Lindbergh Palace Dub) - 6:50

- Estados Unidos 12" Single: Island/Código:B0007884-11

Lado A
1. «When You Were Young» (Jacques Lu Cont's Thin White Duke Mix) - 6:23
2. «When You Were Young» (The Lindbergh Palace Remix) - 6:59

Lado B
1. «When You Were Young» (Jacques Lu Cont's Thin White Duke Dub) - 6:23
2. «When You Were Young» (The Lindbergh Palace Dub) - 6:50